# Rokina
Rokina est hameau de la commune rurale de Setomaa, dans le comté de Võru, l'Estonie, dont la population s'élevait à 14 âmes fin 2011. 
Il est situé à l'est du comté, près la côte sud-ouest du lac Peipus et de la frontière avec la Russie.